# Macrocilix maia

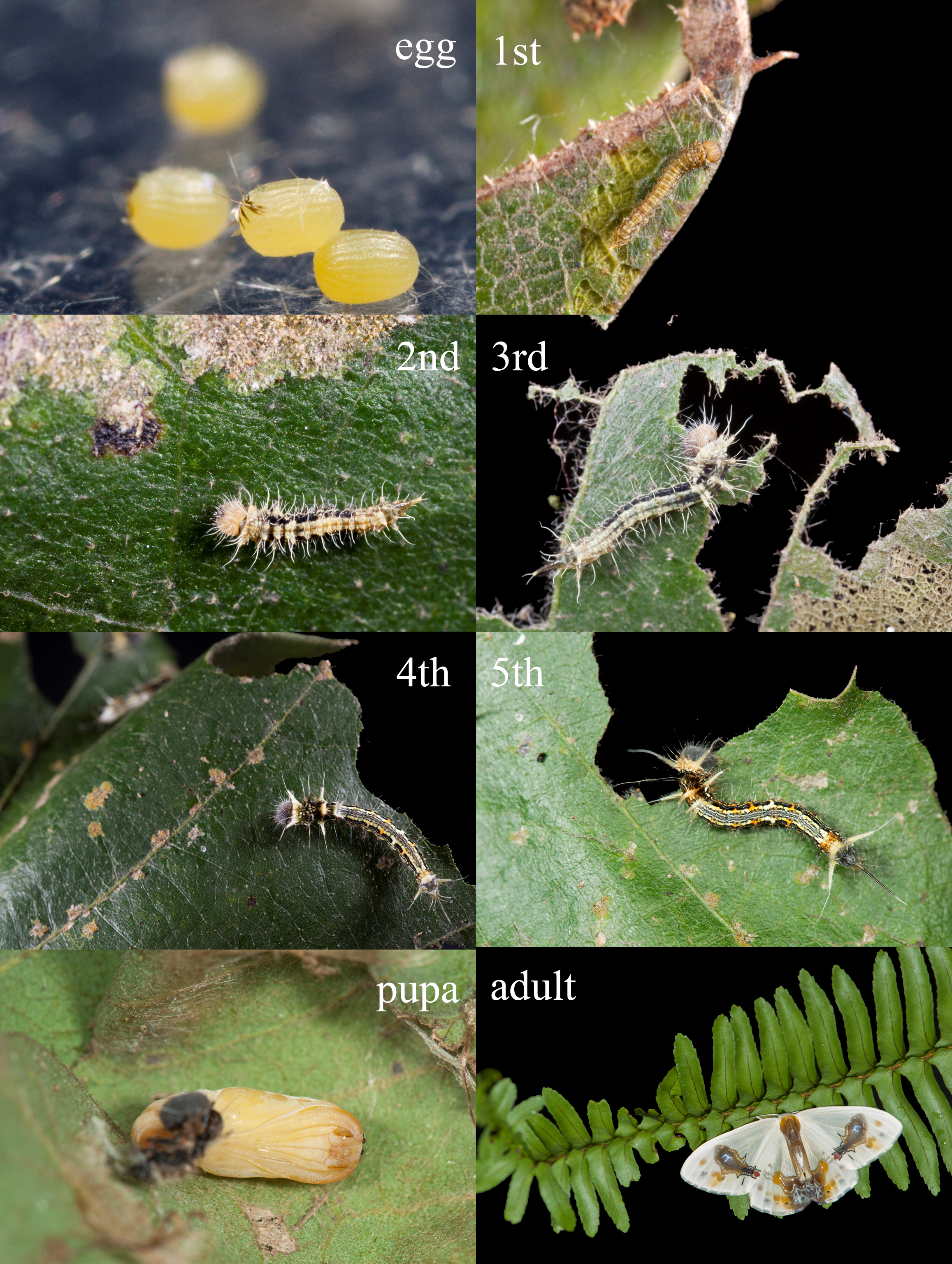
Vòng đời của bướm đêm Macrocilix maia theo thời gian

Macrocilix maia là một loài bướm đêm trong họ Drepanidae được Leech mô tả lần đầu tiên vào năm 1888. Nó được tìm thấy ở Ấn Độ, Nhật Bản, Đài Loan, Triều Tiên, Trung Quốc, bán đảo Malaysia, Sumatra và Borneo.
Bướm đêm có sải cách từ 37–45 mm. Con trưởng thành xuất hiện vào tháng 5. Ấu trùng ăn lá của cây Sồi bần Trung Quốc Quercus variabilis. Chúng có một cơ thể màu kem, dọc cánh sau sát thân là đường màu nâu sẫm. Một phần cánh có màu nâu đỏ (hay vàng, hung) dạng vệt lan tỏa. Watson (1968) cho rằng quần thể loài này ở Ấn Độ và Sudan có nhiều khác biệt, tuy nhiên cấu trúc cơ quan sinh dục đực có nhiều tương đồng từ Nhật Bản đến Borneo.

## Cách ngụy trang độc đáo
Bướm Macrocilix maia có lẽ là loài côn trùng duy nhất ngụy trang theo hướng bắt chước một khung cảnh. Hai cánh của loài này có hình đối xứng rất giống như ruồi ăn phân chim, thậm chí có cả vệt phản chiếu ánh sáng trên thân "ruồi". Bướm cũng có mùi hăng giống như phân thật sự, các đặc điểm trên giúp chúng ngụy trang khỏi các loài săn mồi. Loài săn mồi thường bỏ qua sâu bọ ăn phân vì chúng nghĩ rằng những côn trùng đó có mối liên kết với các loại bệnh tiềm ẩn.